# Pinhais
Pinhais est une ville brésilienne de l'est de l'État du Paraná. Elle se situe par 25° 26' 42" de latitude sud et par 49° 11' 34" de longitude ouest, à une altitude de 893 mètres. Sa population était estimée à 123 288 habitants en 2006. La municipalité s'étend sur 61 km².

## Maires
| Période | Période | Identité            | Étiquette | Qualité |
| ------- | ------- | ------------------- | --------- | ------- |
| 2009    | 2012    | Luiz Goularte Alves | PT        |         |